# The Guns of the South
The Guns of the South는 해리 터틀도브가 쓴 미국 남북 전쟁을 배경으로 한 대체 역사 소설로 미국에서는 1992년 9월 22일에 출판되었다.
이 소설은 로버트 E. 리 장군의 북버지니아 군에게 AK-47과 소량의 다른 물자(리 장군의 심장병을 치료하기 위한 니트로글리세린 정제도 포함한)를 보급하려 시도하는 가상 21세기 남아프리카의 아프리카너 저항 운동(AWB)의 백인 우월주의자들을 다뤘다.
그들의 개입과 기술로 인해 아메리카 연합국은 승전을 거뒀지만 AWB 단원들은 그들이 생각했던 것과는 달리 리 장군이 자신들과는 다른 사상을 가졌던 것을 깨닫게 되어 장군과 남부연맹군은 미래로부터 온 백인 우월주의자들과 무력 충돌을 통해 결별하게 된다.

## 줄거리
1864년 1월, 아메리카 연합국이 남북전쟁에서 패색이 짙어지고 있을 무렵 이상한 사투리를 쓰며 희한한 얼룩무늬 옷을 입은 사람들이 남부연맹 본부의 로버트 E. 리 장군을 찾아와 당대 모든 화기보다 훨씬 뛰어난 성능을 보여주는 소총을 선보인다. 그들은 'America Will Break'(이하 AWB)라는 단체의 구성원들로 저들끼리는 AK-47로 부르는 소총을 남부연맹에 보급하겠다는 제안을 했으며. 이 소총의 화학적, 공학적 작동 원리는 남부연맹군 공학자들에게는 생소했다. AWB는 노스캐롤라이나의 내쉬 컨트리에 속한 작은 리빙턴 마을에 요새와 병기고를 겸한 기지를 마련하고 남부연맹 수도 버지니아의 리치몬드에 위치한 국방부 근처에 거점들도 설립한다.
AWB는 리 장군의 잦은 흉통을 완화시켜 주는 니트로글리세린 정제를 제공하는 등 계속해서 불가해한 첩보와 기술들을 제공하였고 마침내 리 장군이 AWB의 지도자인 안드리에즈 루디에게 질문을 던지자 그는 부분적 진실만이 담긴 설명을 해준다. AWB 단원들은 남북전쟁의 결과를 바꾸기 위해 2014년에서 150년을 거슬러온 아파르트헤이트 이후의 남아프리카 공화국 출신 아프리카너 네오 나치 들로 이들은 백인 우월주의가 현대까지 이어지지 못한 탓에 흑인들이 백인들을 차별한다고 주장하며 리 장군에게 에이브러햄 링컨 대통령이 2번째 임기 동안 악랄한 압제자가 될 것이고 링컨의 후임자 타대오 스티븐스가 구 남부연맹에서 흑인이 주 정치 당파가 될 수 있도록 링컨의 작업을 뒤이어 계속했다고 말하였고 영국을 비롯한 다른 국가들도 흑인이 접수할 것이라 설명했다.
AWB는 신무기들의 조작법을 남부연맹군에게 훈련시켰고 이 무기들의 위력을 보자 북부연방군을 상대로 1864년에 치를 전투 준비 기간 동안 남부연맹의 사기는 상당히 상승했다. AWB의 무기와 아프리카너 시간 여행자들의 직접적이 군사적 도움으로 남부연맹군은 율리시스 그랜트 장군의 북군을 버지니아 밖으로 몰아내고 야공 기습으로 워싱턴 시티를 점령함으로써 남북전쟁을 종결시켰다. 놀랍게도 링컨 대통령은 리 장군에게 개인적으로 항복하기 전 남부군을 맞이하기 위해 수도를 떠나지 않고 백악관 잔디밭에 모습을 드러내었으며 영국과 프랑스는 남부연맹을 정식 국가로 승인하였고 링컨은 남부연맹의 승리를 받아들일 수 밖에 없었다.

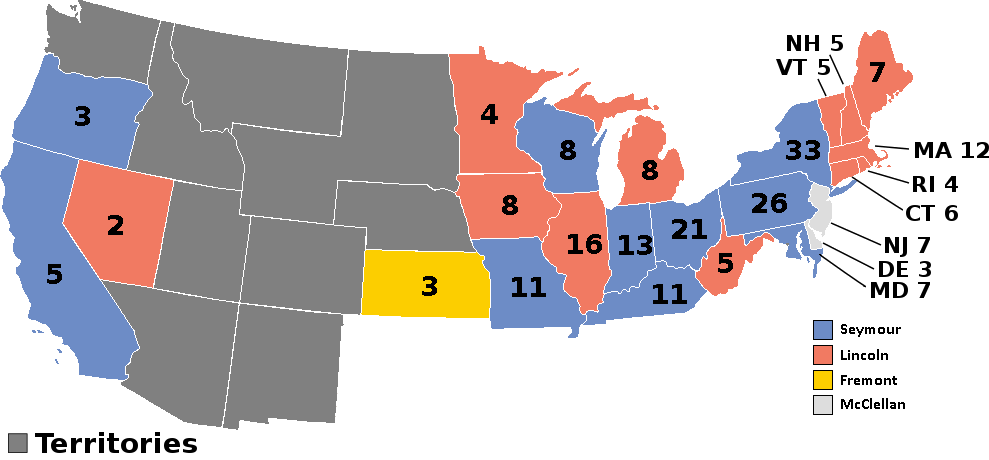
소설에서의 1864년 미국 대통령 선거의 결과. 파란색 주는 새뮤얼 / 발란디그함이, 빨간색 주는 링컨 / 함린이, 연회색은 맥캘런 / 에버렛이, 노란색 주는 프레몬트/ 존슨이 득표한 주이며 어두운 회색은 북부연방의 영토를 나타낸다.

남군이 워싱턴에서 철수를 시작하자 북군도 전쟁 중 점령했던 남부연맹의 영토에서 철수하였고 새로워진 국가는 향후 나아갈 사회적, 정치적 방향을 결정하기 시작했다. 1864년 9월, 리 장군이 세 판무관 중 하나로 참석한 평화 회담 중 남부연맹은 전쟁배상금 명목의 수백만 달러와 분쟁 지역인 미주리와 켄터키의 할양을 요구하고 답례로 메릴랜드와 웨스트버지니아를 포기하는 조건을 제시했으나 협상이 막다른 길로 치닫자 남부연맹은 11월에 있을 북부연방의 대통령 선거까지 협상을 미루기로 하였다. 민주당과 공화당 두 분열하여 주류 민주당원들은 대통령 후보로 뉴욕 주지사 호라티오 새뮤얼을, 부통령 후보로는 전직 오하이오 하원의원인 클레멘트 발란디그함을 지명하였고 공화당원들은 링컨과 부통령 한니발 햄린을 재지명했으며 조지 맥캘런 장군은 민주당에서 지명되지 못하자 전직 매사추세츠 상원의원 에드워드 에버렛을 부통령 입후보자로 삼아 함께 무소속으로 출마하였다. 한편 공화당 급진파는 링컨이 재지명되자 전직 장군 존 C. 프리몬트와 테네시주 상원의원 앤드류 존슨이 출사표를 던지록 공화당에서 떨어져 나왔다. 11월 19일 개표한 결과 링컨이 83표, 맥캘런이 10표, 프리몬트가 3를 얻을 때 새뮤얼이 138 선거인단 표를 득표해 당선되었다. 400만 표가 집표되었고 새뮤얼이 겨우 3,3000표로 링컨을 앞선 것이다.
링컨이 낙선한 뒤, 북부연방은 마지못해 배상금으로 9000만 달러를 금으로(2019년의 140만 달러보다 높은 금액) 지불하고 대신 남부연맹으로부터 매릴랜드 와 웨스트버지니아의 영유권 포기를 받아내는 것에 동의하였다. 많은 토론 끝에 양측은 링컨이 백악관을 떠난 뒤 1865년 6월에 켄터키와 미주리 주가 북부연방에 남을지 아니면 탈퇴하고 남부연맹에 가입할지 스스로 결정짓는 선거를 실시하자는 리 장군의 제안에 동의하고 공정함을 기하기 위해 선거 감독관으로 리 장군과 그의 대적자였던 그랜트 장군을 임명하였다. 그 무렵, AWB 단원들이 켄터키, 톰킨스빌로 무기를 밀매하는 것이 적발되었는데 AWB의 막대한 부를 고려했을 때 거짓말임이 뻔한데도 선거에 영향을 주려는 것이 아니라 단순히 돈을 벌기 위함이라고 말했다. 공식적, 비공식적 (켄터키주 출신인 링컨을 포함하여) 운동원들은 두 주의 유권자들의 마음을 사로잡기 위해 노력했다. 루이스빌에서의 전직 노예의 리 장군 암살 기도와 AWB 단원들의 흉에도 불구하고 선거는 예정로 진행되었으며 켄터키 주는 남부연맹에 가입하게 되었고 미주리 주는 북부연방에 잔류하기로 하였다.
전쟁 동안 북부연방이 해방시켜 준 남부의 노예들은 격렬히 노예제로의 회귀에 저항했다. 북부군에서 복무했던 많은 이들은 북부연방이 공식적으로 항복한지가 오래도록 남군과 전투를 계속하여 들에게 공포의 대상이 되었고 흑인들과 맞서야 하는 병사들을 분노케 했다. 특히 네이선 베드퍼드 포러스트와 그의 수하들이 격노하였다. 이미 노예제에 회의감이 생기고 남북전쟁 동안 북부연방 유색인종 부대가 보여준 용기를 존경하게 된 리 장군은 계속 흑인 을 노예화하는 것이 도덕적으로 옳지 못하고 궁극적으로 불가능하다는 것을 확신하게 되었다. 그는 전전의 상태로 회귀하는 것이 불가능하며 흑인 유격대가 공격을 계속할 것이고 어쩌면 머지않아 전반적인 노예 반란이 촉발될 것이라 생각했다. 전쟁 중 북부연방에 함락되었던 곳은 북군이 흑인들을 해방시켜 태반이 이전 주인에게 되돌아가지 않아 이미 다수의 노예를 잃었고 노예들이 자유를 얻을 수 있는 북부과 접경하는 곳들도 많은 노예들이 도주한 상태였다. 루디와 AWB의 협박에도 불구하고 리 장군은 주장을 굽히지 않았다.

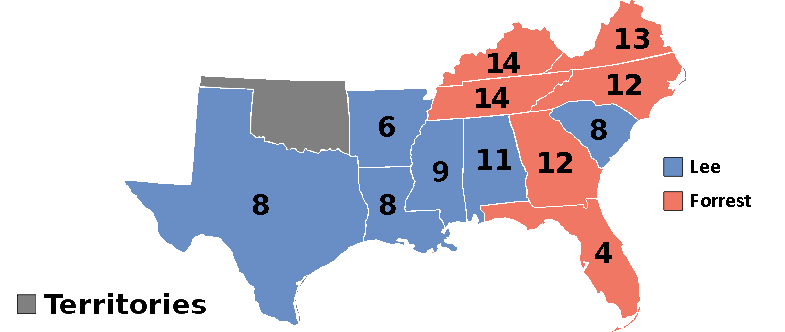
작중 1867년 남부연맹 대통령 선거 결과. 빨강은 리/브라운이, 파랑은 포러스트/위그폴이 득표한 주를 뜻하고 진회색은 인디언 준주를 의미한다.

남부연맹 헌법에 따라 6년의 임기를 마치고 재임하지 못 할 수도 있는 제퍼슨 다비스의 격려와 완전한 지지를 받아 리 장군의 노예제에 대한 부정적 시각에도 불구하고 그는 1867년 남부연맹 대통령 선거에 출마하게 되었다. 폐지 찬성을 주장하는 연맹당 후보로서 그는 미시시피 주 상원의원 알버트 갈라틴 브라운을 부통령 후보로 삼아 함께 말이다. AWB는 포러스트 장군에게 텍사스주 상원의원 루이스 위그폴과 노예제 폐지를 주장하는 리 장군의 연맹당에 맞서 노예제 찬성을 주장하는 애국자당의 대통령 후보로 출마하라고 설득하며 리치몬드에 위치한 거점들을 포러스트 장군을 위한 선거운동에 할당하고 그들의 막대한 금을(크루거랜드) 소모하는 등 상당한 자원을 투입하였다. 리 장군은 테네시주 선거인단 선출 투표에서 승리하여 종국에는 선거인단 수에서 69-50으로 포러스트 장군을 앞서고 963437명이 참가한 지지 투표에서도 32000표 더 득표하여 가까스로 당선되었다. 그는 플로리다, 조지아, 새로이 가입한 켄터키, 노스캐롤라이나, 테네시, 버지니아 주에서 승리했고 포러스트 장군은 엘라배마, 아칸소, 루이지애나, 미시시피, 사우스캐롤라이나, 텍사스 주에서 승리했다. 낙선이 확정된 포러스트 장군은 패배를 시인하고는 알링턴에 있는 리 장군을 방문하여 새 통령을 도와 신생된 국가를 단결시키는데 도움이 되겠다고 약속했다.
선거가 끝난지 얼마되지 않아 리 장군은 전직 남군으로부터 그가 AWB에서 훔쳐낸 역사책을 받게 되는데 그 책에는 AWB의 개입이 없었다면 일어났을 본래의 남북전쟁 결과가 담겨 있었다. 루디가 그에게 미래에 대해 한 거짓말에 분노한 리 장군은 루디를 대면하여 그가 부정직했다는 증거로 현대 역사책을 제시하고는 그의 광신적 백인 우월주의 신봉에 대해 존 브라운의 철폐 주장과 대조하며 일갈하자 루디는 AWB의 진면목을 보여주겠다고 응수한다.
1868년 3월 4일, 리 장군의 대통령 취임식에서 AWB단원들은 우지를 난사하여 사살을 시도하는데 이로 인해 영부인 , 부통령, 다수의 고관들과 민간인들이 숨을 거뒀다. 치열한 전투 끝에 경찰은 리치몬드에 위치한 AWB 거점들을 장악하고 리 대통령은 기술적 경이(형광등, 실내온도 조절과 같은)를 찾기 위해 거점을 수색했고 1865년부터 21세기까지의 흑인-백인 간 관계를 향상시키기 위한 노력을 서술한 서적들을 발견하게 되었다. 대통령은 거의 보편적인 노예제 및 인종차별주의의 철폐를 실현하는 미래상이 남부연맹 의회 의원들이 그의 점진적 노예제 폐지 계획에 찬성하도록 개심할 수 있으리라는 희망에 서적들을 제출한다. AWB의 저격 미수 사건에 질려버린 포러스트 장군은 지체없이 리 대통령을 위해 충성하게 되고 급히 재동원된 남부연맹군을 지휘하게 되었다. 그렇게 남부연맹군은 AWB과 전투를 치를 준비가 되었고 리 대통령은 리빙턴 지역에 계엄령을 선포한다.
남부연맹군은 리빙턴을 포위하고 AWB을 포위하고 AWB과의 전투를 개시했는데 AWB이 탄띠송탄식 기관총, 저격소총, 박격포, 철조망, 지뢰 등 현대 무기를 사용하여 남부연맹군에 막대한 사상자가 발생했다. 회전 중 남북전쟁 말기에 남부연맹군에 생포된 뒤 연맹에 잔류하기로 결정했던 북부연방 출신 장교 헨리 플리젠츠가 크레테르 전투에서 한 것과 비슷한 계획을 고안하여 포러스트 장군에게 받아들여졌다. 그리고 리 대통령은 플리젠츠의 행적을 아는 AWB에게 드러나지 않도록 플리젠츠의 이름을 기밀에 부쳤고 실제 일어났던 전투와는 달리 보병이 기회를 충분히 활용할 수 있었다.
광대한 기술 격차로 인한 다수의 사상자에도 불구하고 남부연맹 보병은 AWB의 타임 머신을 파괴하였으며 방어를 뚫고 마을을 손에 넣었다. 왔던 시간대로 탈출하지 못하게 된 얼마 남지도 않은 AWB 단원들은 희망을 잃고 항복하였고 루디는 생포된 직후 분노한 노예에게 살해당했다. AWB 단원들의 잔악성과 반역을 잘 알고 있던 남부군은 그 노예에게 어떠한 해도 끼치지 않았다.
리치몬드에서는 남부연맹 의회가 리 장군의 점진적 노예 해방 법안을 가까스로 가결시켰고 약사들은 AWB이 가져왔던 나이트로글리세린 정제를 복제하였다. 리 대통령은 약의 도움을 받아 자신이 발의한 해방 계획의 효과를 살아서 두 눈으로 직접 보기를 바래본다. 한편 궁지에 빠진 잔존 미래인들은 남부연맹이 북부연방식 AK-47 복제판과 더 우월한 공업력에 대항할 수 있게 21세기 기술 복제에 협력하기로 하였다. 비록 북부연방이 캐나다를 침공하여 대영제국과 전쟁을 벌이자 엄격한 중립을 지키고 있음에도 리 대통령은 북부연방이 남부연맹에 복수전을 감행할까 두려워하지만 남부연맹이 앞으로 수십 년간 세계 최고의 기술 강국으로 남아있을 거라며 스스로를 안심시킨다.

## 수상
이 책은 1993년 남부 소설 부문 존 에스텐 쿡 상을 수상했다.